# Elsinoë caleae
Elsinoë caleae är en svampart som beskrevs av Bitanc. & Jenkins 1941. Elsinoë caleae ingår i släktet Elsinoë och familjen Elsinoaceae.   Inga underarter finns listade i Catalogue of Life.